# Grupa Furmana
Grupa Furmana – polski zespół country.
Muzyka zespołu bywa określana jako „Root’s rock” lub „Punk grass”. Muzycy używają instrumentów akustycznych, jednakże styl ich gry bywa ostry, podobny do punkowego. Zespół założono w 1997 w Bielsku-Białej. Grupa Furmana koncentruje się głównie na koncertach, a nie na pracy w studio nagraniowym. Ma jednakże w swoim dorobku pięć płyt, w tym jedną koncertową.

## Muzycy

### Obecny skład
- Dominika Jurczuk-Gondek – skrzypce, śpiew, chórki
- Rafał Gondek – banjo, dobro, chórki
- Andrzej Trojak – śpiew
- Tomasz Madzia – gitara
- Marzena Cybulka – gitara basowa
- Tomasz Kinecki – perkusja

### Byli członkowie
- Darek Dzida – śpiew
- Jarosław Grzybowski – perkusja
- Piotr Sztwiertnia – akordeon
- Janusz Surma – perkusja
- Jerzy Hodurek – gitara akustyczna
- Artur Kudlacik – gitara basowa
- Damian Drzymała – perkusja
- Andrzej Trojak – harmonijka, śpiew
- Remigiusz Hadka – gitara
- Wojciech Golec – akordeon
- Sebastian Chmiel – śpiew
- Antoni Wieczorek – gitara

## Dyskografia

### Albumy
- W drodze (CD, Real, 1999)
- Kredki (CD/MC, Harvest, 2001)
- Koncert w Stalarni (CD, AV Studio, 2004)
- Pastorałki z furmanki (CD, Grupa Furmana, 2004)
- Na Twojej drodze (CD, AV Studio, 2006)
- Niemartfka (CD, Gigant Folk Records, 2008)